# William Bechtel
William Bechtel es un profesor de Filosofía del Departamento de Filosofía y estudios de la Ciencia en la Universidad de California en San Diego. Fue profesor de Filosofía en la Universidad de Washington en St. Louis desde 1994 hasta el 2002. También fue el presidente del Departamento de Filosofía desde 1999 hasta 2002 y estuvo involucrado en el Programa de Filosofía-Psicología-Neurociencia.
Es conocido por su enfoque naturalista en Filosofía de la mente. Ha publicado varios libros y artículos sobre Ciencia cognitiva y recientemente ha estado trabajando en Filosofía de la Biología, particularmente en Biología Celular. También escribió sobre la naturaleza del descubrimiento científico. Es editor de la revista Philosophical Psychology.

### En español
- Filosofía de la mente. Editorial Tecnos. 1991. ISBN 978-84-309-2038-9.